# Jeux mondiaux des peuples autochtones
Les Jeux mondiaux des peuples autochtones, (Jogos Mundiais dos Povos Indígenas), est une compétition sportive pour promouvoir la culture des peuples autochtones à travers le sport.

## Histoire

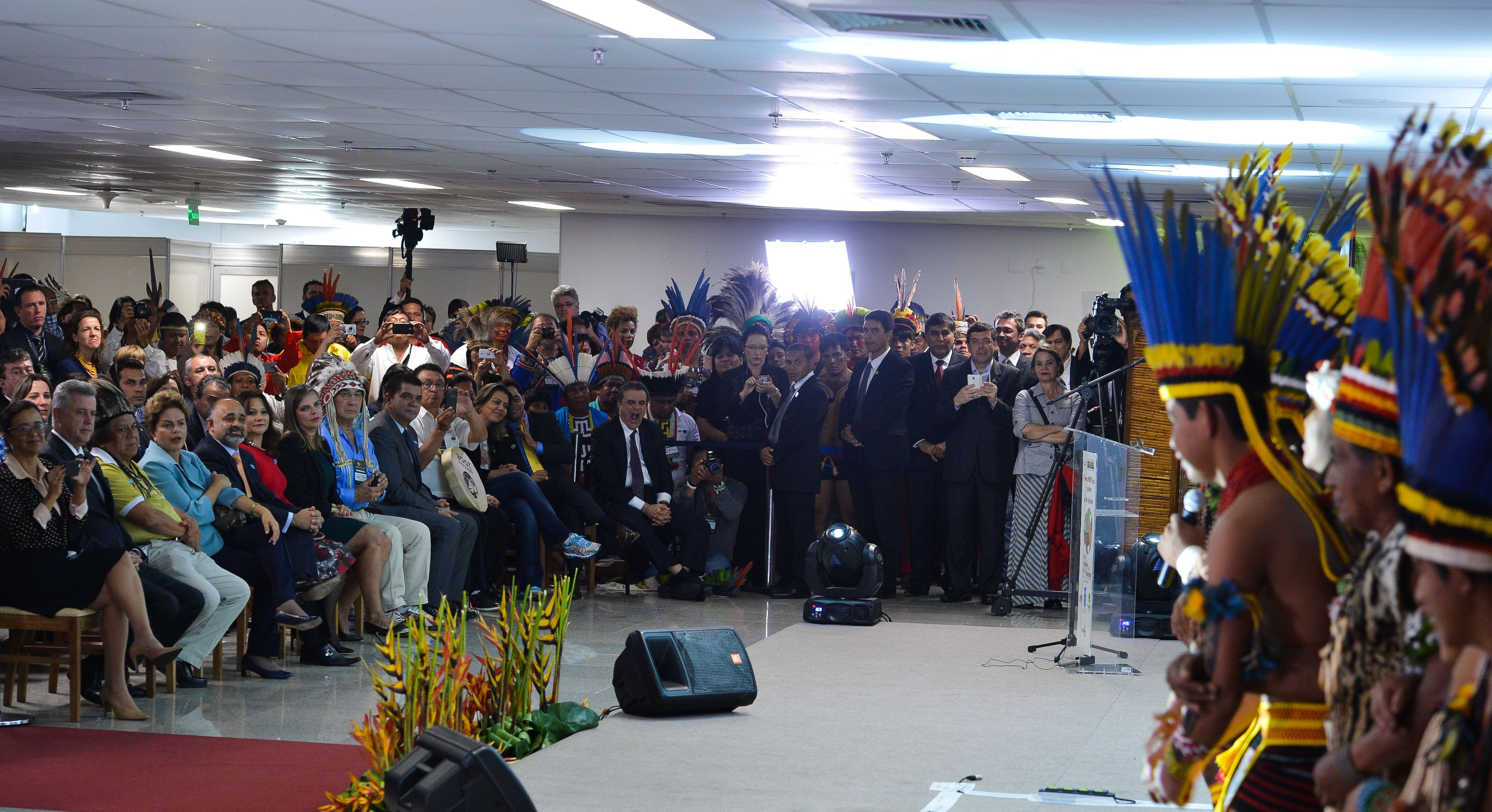
La présidente Dilma Rousseff participe au lancement national de la première édition des Jeux mondiaux des peuples autochtones.

L'idée d'une compétition sportive destinée exclusivement aux peuples autochtones, est née en 1975, dans l'esprit de Carlos Terena, un indien Terena. Il raconte qu'il était dans son hamac, et tout en rêvant, il a eu une vision, il a vu de nombreux peuples danser sur un terrain de football. Pendant près de 20 ans, il a cherché à concrétiser son projet, sans succès, jusqu'à sa rencontre dans les années 1990, avec la légende du football, Pelé, alors ministre des sports du Brésil. De cette collaboration, les jeux nationaux des peuples autochtones ont vu le jour en 1996, dans la ville de Goiânia, et connaîtront par la suite plusieurs autres éditions. Puis, devant le succès de ces jeux au Brésil, est apparue l'envie d'internationaliser cette compétition, en intégrant d'autres peuples autochtones, d'autres pays. Outre le sport, cette  manifestation a aussi comme vocation de présenter un caractère spirituel à l'évènement.
La première édition des jeux mondiaux des peuples autochtones, a lieu à Palmas, dans la capitale de l’État de Tocantins, au Brésil, du 20 octobre au 1er novembre 2015, moins d'un an avant les Jeux olympiques d'été de 2016, qui auront lieu à Rio de Janeiro. Deux mille athlètes, issus de quarante-six ethnies, de vingt pays, s'affrontent à travers des sports connus, tels que le football et l’athlétisme, mais pour l'essentiel, sur des sports traditionnels indigènes comme le tir à l'arc, le lancer de javelot ou la lutte.
En septembre 2015, lors des examens des rapports concernant les peuples autochtones, le Conseil des droits de l'homme des Nations unies s'est notamment penché sur les peuples autochtones du Brésil et sur l'organisation des jeux mondiaux des peuples autochtones.
Au delà de l'aspect sportif, cette première édition a été l'occasion de revendications politiques.  Les Indiens kraho et apinaje du Brésil ont boycotté les Jeux, déclarant « Nous ne pouvons accepter et participer à ces événements hyper médiatisés qui visent à utiliser l’image des peuples indigènes pour déformer les faits et répandre des mensonges à l’étranger; dissimulant la réalité et la souffrance des peuples indigènes du Brésil. ». Durant les jeux eux-mêmes des centaines d'indiens brésiliens ont pris part à des manifestations dénonçant des décisions du gouvernement brésilien qu'ils estiment nuisibles pour les peuples indigènes,.